# Hasse & Wrede

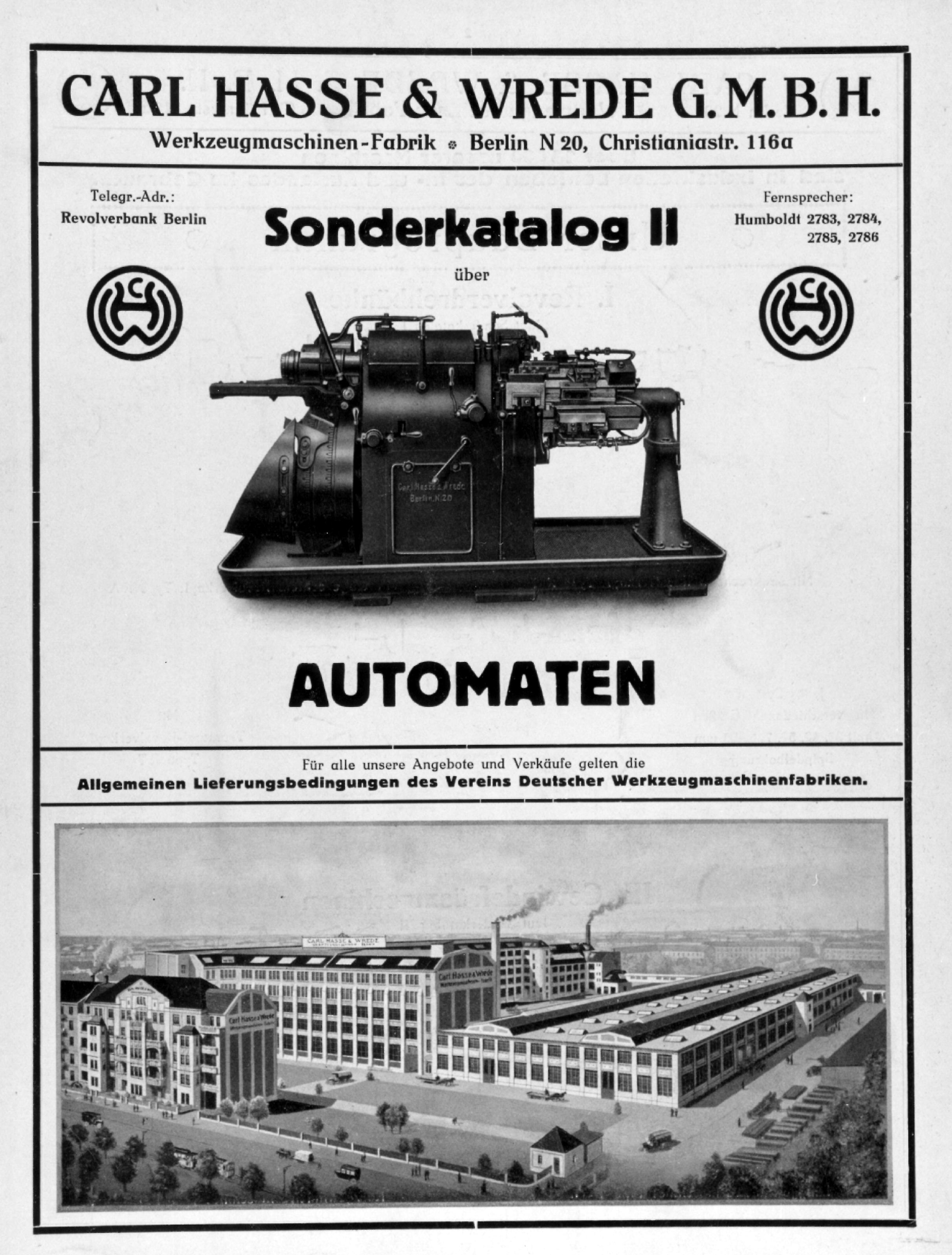
Firmenschrift der Carl Hasse & Wrede GmbH, um 1921

 Die Hasse & Wrede GmbH mit Sitz in Berlin ist ein Hersteller von Drehschwingungsdämpfern für Dieselmotoren und gehört zum Knorr-Bremse-Konzern.

## Geschichte

### Von der Gründung bis zum Umzug nach Marzahn
Die 1897 vom Kaufmann Carl Hasse in Berlin-Neukölln gegründete Werkzeugmaschinenfabrik Carl Hasse & Wrede wurde 1921 aus einer Offenen Handelsgesellschaft in eine GmbH umgewandelt. Das Unternehmen war auf die Ausrüstung metallverarbeitender Unternehmen mit kompletten Maschinenarsenalen spezialisiert. Es lieferte zunächst Spezialmaschinen für Nähmaschinen- und Fahrradfabriken, später für Rüstungsbetriebe. 1938 wurde ein Musterwerk in Berlin-Britz in Betrieb genommen, außerdem wurden Zweigstellen in Berlin-Pankow und Berlin-Wedding unterhalten. Im Zweiten Weltkrieg wurde das Unternehmen auf Betreiben des Oberkommandos des Heeres zur größten Spezial-Werkzeugmaschinenfabrik Europas ausgebaut und bezog 1941/42 in Berlin-Marzahn ein neu errichtetes Werk.

### Die Fabrik im Dritten Reich
Auf dem neuen Werksgelände in Marzahn (damals Berliner Chaussee, heute Georg-Knorr-Straße) befanden sich auch zwei Zwangsarbeiterlager. Von den hier etwa 4000 Beschäftigten der Hasse & Wrede war etwa ein Drittel Kriegsgefangene und Zwangsarbeiterinnen aus West- und Osteuropa, die in der Rüstungsproduktion arbeiten mussten. Unter den Zwangsarbeitern formierte sich unter der Leitung des Kommunisten Werner Goethert eine kleine Widerstandsgruppe, die auch in Verbindung mit der Gruppe um Anton Saefkow stand. Ihre Tätigkeit umfasste gezielt verlangsamtes Arbeiten, Warnung vor Spitzeln und Sammlung von Lebensmitteln und Kleidung für untergetauchte Verfolgte.

### Die Werkzeugfabrik nach dem Zweiten Weltkrieg
Nach der Demontage und Enteignung durch die sowjetische Besatzungsmacht nahm die Carl Hasse & Wrede GmbH in Berlin-Britz wieder den Betrieb auf. Ab 1955 wurden neben Werkzeugmaschinen auch Drehschwingungsdämpfer für Dieselmotoren in Lizenz gefertigt. 1972 begann die eigene Entwicklungsarbeit auf diesem Gebiet, auf das sich das Unternehmen später ausschließlich spezialisierte. Der Werkzeugmaschinenbau wurde 1985 eingestellt.
Die Fabrikanlagen in Berlin-Marzahn gingen dagegen in das Volkseigentum über, aus ihnen entstand die Werkzeugmaschinenfabrik Marzahn, die ihre Anlagen bald wieder in das Ausland lieferte.

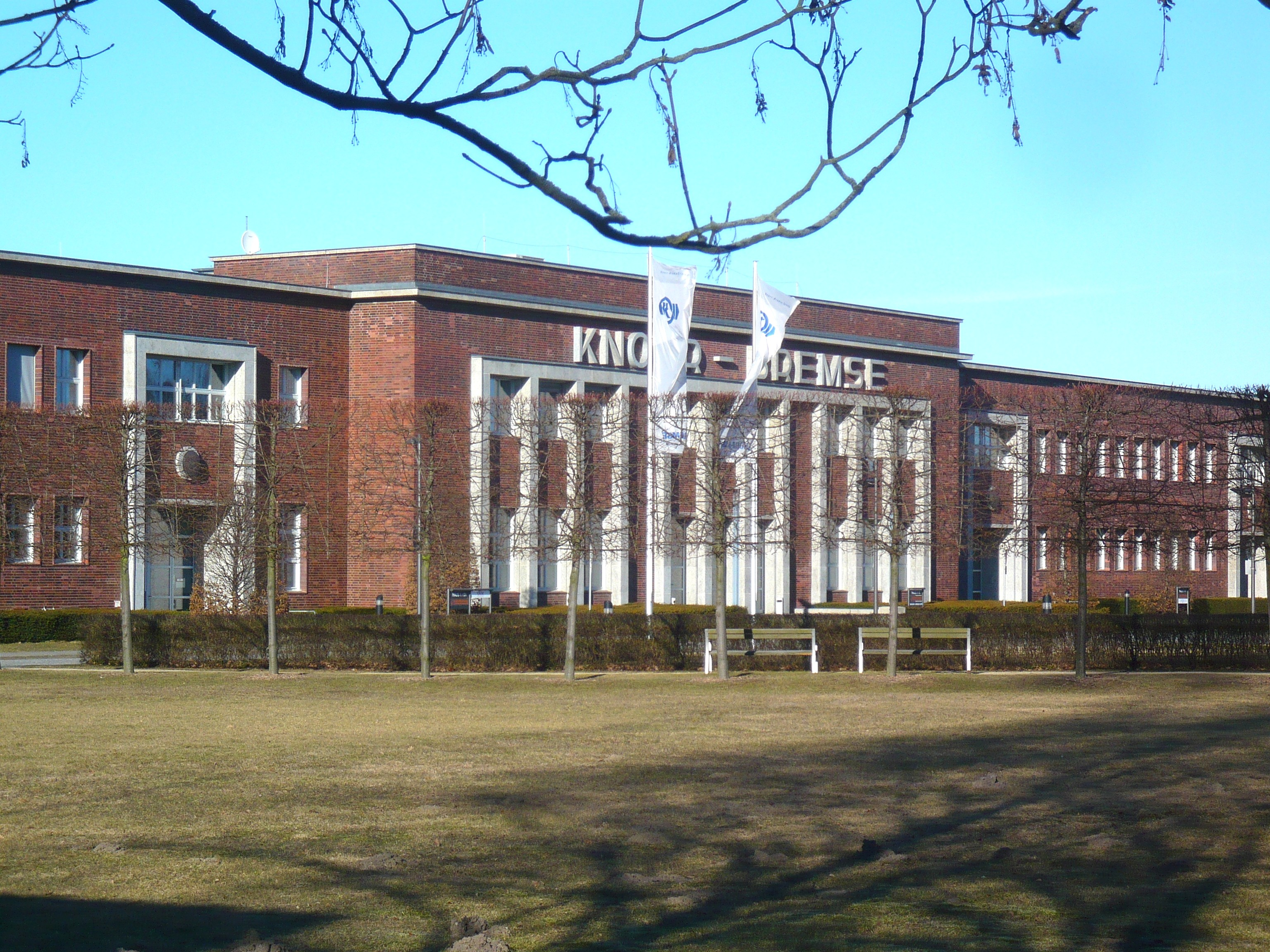
Teilansicht der Gebäude in Berlin-Marzahn

Mit der Wende wurde der Großbetrieb abgewickelt. Die inzwischen unter Denkmalschutz gestellten Backsteingebäude standen einige Jahre leer. Das Berliner Hauptwerk zog im Jahr 2001 wieder an den früheren Standort nach Berlin-Marzahn. Hasse & Wrede war nun ein Tochterunternehmen der Knorr-Bremse AG und ließ die Immobilie sanieren. Hier entstanden Teile für Dieselmotoren. Im Februar 2017 hatte der Knorr-Konzern angekündigt, diesen letzten deutschen Standort von Hasse & Wrede schließen zu wollen, da „der Markt sich verändert habe, eine Produktion in Marzahn sei wirtschaftlich nicht sinnvoll“. Die Teileproduktion sollte in das tschechische Liberec verlagert werden. Nach Protesten der von Arbeitslosigkeit betroffenen 109 Arbeiter und Angestellten und nach Verhandlungen zwischen der Konzernleitung und dem Betriebsrat wurde im Dezember 2017 verkündet, dass der Standort in der Georg-Knorr-Straße erhalten bleiben soll.
Im Jahr 2000 eröffnete Hasse & Wrede ein Montagewerk in den USA, und seit 2005 werden im Rahmen eines Joint Venture in China Drehschwingungsdämpfer produziert.

## Verwaltungsrechtliches
Hasse & Wrede gehört infolge von Kapitalbeteiligungen seit 1921 zum Knorr-Bremse-Konzern. Nach der Verschmelzung der Carl Hasse & Wrede GmbH auf die Knorr-Bremse AG im Jahr 1988 wurde die Hasse & Wrede GmbH 1994 als hundertprozentige Tochtergesellschaft der Knorr-Bremse AG gegründet.